# فرودگاه گمنا
فرودگاه گمنا (به انگلیسی: Gemena Airport) (به زبان بومی: Aéroport de Gemena) یک فرودگاه همگانی با کد یاتا GMA است که یک باند فرود آسفالت دارد و طول باند آن ۱۹۹۶ متر است. این فرودگاه در کشور جمهوری دموکراتیک کنگو قرار دارد و در ارتفاع ۴۲۰ متری از سطح دریا واقع شده‌است.

## شرکت‌های هواپیمایی و مقصدهای پروازی
| شرکت‌های هواپیمایی | مقصدهای پروازی   |
| ----------------- | ---------------- |
| ایر کاسای         | ان دیلی، بانداکا |